# ТЕС Акшабулак
45°56′59″ пн. ш. 65°41′36″ сх. д. / 45.94972° пн. ш. 65.69333° сх. д.
ТЕС Акшабулак  — теплова електростанція, що входить до комплексу облаштування групи родовищ Акшабулак. 
У 2000-х роках спільне казасько-китайське підприємство "Казгермунай" почало розробку групи нафтових родовищ Акшабулак. Отриманий на установці підготовки газу товарний газ (метан-етанова фракція) спершу спрямували по трубопроводу Акшабулак – Кизилорда, а з 2012-го також на власну електростанцію. Остання має три встановлені на роботу у відкритому циклі турбіни Hitachi типу Н-25 потужністю по 28,5 МВт.